# Abrigo de Santa Elina
El abrigo de Santa Elina es un yacimiento arqueológico rocoso, ubicado en la Serra das Araras, municipio de Jangada, estado de Mato Grosso.
Las excavaciones se realizaron entre 1984 y 2004, con una profundidad máxima de 3.5 m, desde la cual se registró la extensión total de tres unidades estratigráficas. De acuerdo con las dotaciones de las secuencias estratigráficas, este abrigo rocoso fue ocupado primero en el Pleistoceno hace 27.000 años, y posteriormente durante o Holoceno, ocurrieron sucesivas ocupaciones, datadas entre 11.000 y 2.000 años.
En la Unidad III, la más antigua, se encontraron abundantes huesos de Glossotherium y 300 artefactos líticos. Dos osteodermos modificados, probablemente adornos, insinúan la relación dinámica entre cazador y animal. En 2023, se demostró en forma concluyente que tres osteodermos de perezosos gigantes se modificaron intencionalmente en artefactos antes de la fosilización de los huesos. Se trataba de artefactos de uso personal y estaban colgados, porque hay un lado más desgastado que el otro. Esto proporciona evidencia adicional de la contemporaneidad de los humanos y la megafauna, y de la fabricación humana de artefactos personales en restos óseos de perezosos terrestres.
Las pinturas rupestres y la intensa utilización por los habitantes de pigmentos minerales, principalmente rojos, y de vegetales como madera, fibras y hojas, caracteriza las ocupaciones que se siguen. Los conjuntos líticos, hechos de calcáreo local, duro e fácil de labrar, están muy presentes en todas las ocupaciones.